# Tyla-diszkográfia
Tyla dél-afrikai énekes és dalszerző. Pályafutása során egy stúdióalbumot, hét kislemezt és három promóciós kislemezt adott ki, ami mellett közreműködött több előadóval is. 2024-ben jelent meg első albuma, a Tyla, amin szerepelt a számára nemzetközi sikert hozó Water (2023).

## Stúdióalbumok
| Cím  | Részletek | Slágerlista | Slágerlista | Slágerlista | Slágerlista | Slágerlista | Slágerlista | Slágerlista | Slágerlista | Slágerlista | Slágerlista |
| Cím  | Részletek | AUS         | CAN         | GER         | IRE         | NLD         | NOR         | NZ          | SWI         | UK          | US          |
| ---- | --- | ----------- | ----------- | ----------- | ----------- | ----------- | ----------- | ----------- | ----------- | ----------- | ----------- |
| Tyla | - Megjelent: 2024. március 22. - Kiadó: Fax, Epic - Formátumok: CD, digitális letöltés, streaming, hanglemez | 62          | 26          | 86          | 59          | 11          | 19          | 16          | 12          | 19          | 24          |

## Kislemezek

### Fő előadóként
| Cím                                               | Év   | Slágerlista | Slágerlista | Slágerlista | Slágerlista | Slágerlista | Slágerlista | Slágerlista | Slágerlista | Slágerlista | Slágerlista | Minősítések | Album                                                   |
| Cím                                               | Év   | SA          | AUS         | CAN         | NLD         | NZ          | SWE         | UK          | US          | US Afro     | WW          | Minősítések | Album                                                   |
| ------------------------------------------------- | ---- | ----------- | ----------- | ----------- | ----------- | ----------- | ----------- | ----------- | ----------- | ----------- | ----------- | --- | ------------------------------------------------------- |
| Getting Late (Kooldrink közreműködésével)         | 2019 | —           | —           | —           | —           | —           | —           | —           | —           | —           | —           | | Nem jelent meg albumon                                  |
| Overdue (DJ Lag és Kooldrink közreműködésével)    | 2021 | —           | —           | —           | —           | —           | —           | —           | —           | —           | —           | | Blood & Water: Season 2 (Music from the Netflix Series) |
| Been Thinking                                     | 2023 | —           | —           | —           | —           | —           | —           | —           | —           | —           | —           | | Nem jelent meg albumon                                  |
| Girl Next Door (Ayra Starr közreműködésével)      | 2023 | —           | —           | —           | —           | —           | —           | —           | —           | 39          | —           | | Nem jelent meg albumon                                  |
| Water                                             | 2023 | 3           | 6           | 15          | 6           | 1           | 10          | 4           | 7           | 1           | 6           | - AFP:Platinalemez - ARIA: 2× Platinalemez - BEA: Platinalemez - BPI:Platinalemez - BRA: 3× Platinalemez - DEN:Aranylemez - GLF:Aranylemez - GRE:Platinalemez - MC:Platinalemez - RIAA:Platinalemez - RMNZ: 2× Platinalemez - SNEP:Aranylemez - SWI:Platinalemez - ZPAV:Aranylemez | Tyla                                                    |
| Truth or Dare                                     | 2024 | 16          | —           | —           | —           | —           | —           | —           | —           | 3           | —           | | Tyla                                                    |
| Art                                               | 2024 | 14          | —           | —           | —           | —           | —           | 85          | —           | 4           | —           | | Tyla                                                    |
| —: Nem szerepelt slágerlistán az adott területen. |      |             |             |             |             |             |             |             |             |             |             | |                                                         |

### Közreműködő előadóként
| Cím                                                                                             | Év   | Album          |
| ----------------------------------------------------------------------------------------------- | ---- | -------------- |
| Thata Ahh (ShaunMusiq, Ftears és DJ Maphorisa; Young Stunna, Madumane és Tyla közreműködésével) | 2022 | Thatha Ushaka  |
| Ke Shy (Major Lazer és Major League DJz; Tyla, Luudadeejay és Yumbs közreműködésével)           | 2023 | Piano Republik |
| Bana Ba (Daliwonga; ShaunMusiq, Ftears, Tyla és TitoM közreműködésével)                         | 2023 | Dali Dali      |

### Promóciós kislemezek
| Cím                                               | Év   | Slágerlista | Slágerlista | Album |
| Cím                                               | Év   | UK Afro     | US Afro     | Album |
| ------------------------------------------------- | ---- | ----------- | ----------- | ----- |
| To Last                                           | 2022 | —           | 16          | Tyla  |
| On and On                                         | 2023 | 16          | 10          | Tyla  |
| Butterflies                                       | 2023 | —           | —           | Tyla  |
| —: Nem szerepelt slágerlistán az adott területen. |      |             |             |       |

## Más slágerlistán szereplő dalok
| Cím                                               | Év   | Slágerlista | Slágerlista | Slágerlista | Slágerlista | Slágerlista | Album |
| Cím                                               | Év   | SA          | NLD         | NZ Hot      | UK          | US Afro     | Album |
| ------------------------------------------------- | ---- | ----------- | ----------- | ----------- | ----------- | ----------- | ----- |
| Safer                                             | 2024 | —           | —           | 36          | —           | 8           | Tyla  |
| No. 1 (Tems közreműködésével)                     | 2024 | —           | —           | 26          | —           | 5           | Tyla  |
| Breathe Me                                        | 2024 | —           | —           | —           | —           | 11          | Tyla  |
| Jump (Gunnával és Skillibenggel)                  | 2024 | 23          | 67          | 22          | 62          | 6           | Tyla  |
| On My Body (Becky G közreműködésével)             | 2024 | —           | —           | —           | —           | 10          | Tyla  |
| Priorities                                        | 2024 | —           | —           | —           | —           | 13          | Tyla  |
| —: Nem szerepelt slágerlistán az adott területen. |      |             |             |             |             |             |       |

## Vendégszereplések
| Cím                         | Év   | További előadó(k) | Album                       |
| --------------------------- | ---- | ----------------- | --------------------------- |
| Ngowam                      | 2022 | Kelvin Momo       | Amukelani                   |
| Girls Need Love (Girls Mix) | 2023 | Summer Walker     | Girls Need Love (Girls Mix) |